# Badminton Library
Pour les articles homonymes, voir Badminton (homonymie).
 (décembre 2016).
La Badminton Library (Bibliothèque Badminton), dont le titre complet est The Badminton Library of Sports and Pastimes ( La Bibliothèque Badminton des sports et des passe-temps), est un projet sportif et éditorial britannique conçu et créé par Henry Somerset, 8e Duc Beaufort (1824-1899). De 1885 à 1902 il se concrétise sous la forme d'une série encyclopédique de livres de sport traitant de façon complète de tous les sports et passe-temps importants de l'époque. Les ouvrages sont publiés à Londres par Longmans, Green & Co. et à Boston par Little, Brown & Co.
Elle tire son nom de celu de la principale résidence de campagne du duc de Beaufort, Badminton House dans le Gloucestershire. Aucun des volumes de la série n'est cependant consacré au Badminton, un sport nommé d'après cette même maison.
La série est dédiée à Son Altesse royale le Prince de Galles, « l'un des meilleurs et des plus alertes des sportifs de notre époque » (« one of the best and keenest sportsmen of our time »,.

## Éditeur
Le fondateur de la collection, le duc de Beaufort, en était le rédacteur en chef, assisté par Alfred E. T. Watson. Il choisissait des auteurs qui faisaient autorité dans leur domaine. Le duc disait à propos de son projet : « ... il n'existe pas d'encyclopédie moderne où un homme sans expérience qui serait à la recherche d'un guide pour la pratique des divers sports et passe-temps britanniques, puisse aller puiser des renseignements » (« ...there is no modern encyclopaedia to which the inexperienced man, who seeks guidance in the practice of various British sports and pastimes, can turn for information »).

## Description
La Badminton Library a été d'abord éditée en vingt-huit volumes entre 1885 et 1896. Plus tard vinrent s'y ajouter d'autres volumes. En 1898, un ouvrage plus détaillé sur l'aviron et la barque à perche, intitulé Rowing & Punting , remplace celui initialement consacré à tous les sports d’embarcation  Boating (1888). Deux nouveaux volumes séparés sur l'athlétisme (Athletics, 1898) et le football (Football, 1899) viennent remplacer le volume original traitant à la fois des 2 disciplines (Athletics and Football, 1887). En 1902, un nouveau volume final est consacré à une activité d'apparition récente, le sport automobile (Motors and Motor-Driving). Enfin, une nouvelle édition sur le cricket parait en  1920.
La réunion de l'athlétisme et du football en un seul volume montre qu'à cette époque la place prééminente de football n'était pas encore évidente, du moins aux yeux d'un certain public de tendance littéraire.
Le volume original consacré au Cricket (1888) se composait de seize chapitres traitant de sujets comme  le Batting, le Bowling, le Fielding, ou les Umpires. Il définit le Marylebone Cricket Club comme le Parlement du Cricket, un jeu qu'il désigne comme « notre sport national » Allan Gibson Steel est l'auteur du chapitre sur le bowling.

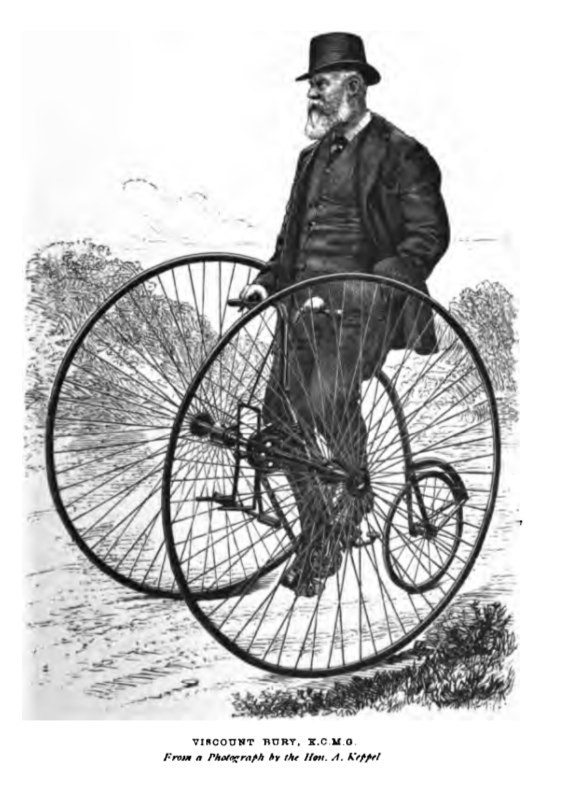
Lord Bury montant un tricycle, vers 1887. Gravure figurant à la page 407 du volume Cycling de la Badminton Library, d'après une photographie prise par A. Keppel.

Dans Le Cyclisme (Cycling, 1887), le vicomte Bury, note que la pratique du tricycle et de la bicyclette, que ce soit par les femmes ou par les hommes, est de loin le plus récent de tous les sports traités par l'encyclopédie Badminton. Aucun ne s'est développé aussi rapidement dans les dernières années. Il considère que l'Angleterre doit être vue comme la patrie du cyclisme et cite les mots de Thomas Huxley à la Royal Society: « Depuis le temps d'Achille aucune progrès n'a ajouté quoi que ce soit à la vitesse ou à la force atteignable par la puissance humaine non assistée » (« Since the time of Achilles, no improvement had added anything to the speed or strength attainable by the unassisted powers of man »). Il faisait remarquer qu'un cycliste avait parcouru récemment 146 miles (235 km) en seulement 10 heures.

## Éditions
La  Badminton Library a été éditée en trois formats différents :
1. L'édition commerciale standard (standard trade edition) : in-octavo à reliure brune et couverture de toile illustrée.
2. L'édition luxueuse (deluxe edition) : in-octavo, relié en maroquin bleu pâle, titres dorés sur le dos, bordures orange vif, portant un blason doré à la bordure supérieure, pages dorées sur tranche ;
3. La grande édition luxueuse sur papier, grand in-octavo ou in-quarto, édition limitée à 250 exemplaires, elle aussi  reliée en maroquin bleu pâle et d'apparence voisine de celle de l'édition luxueuse.

## Dans la fiction
Dans son roman The Twelfth and After (« Après le Douze août ») J. K. Stanford, indique que son héros, le chasseur George Hysteron-Proteron, a reçu son éducation au collège d'Eton, à l'Académie royale militaire de Sandhurst (Royal Military College, Sandhurst), et dans la Badminton Library.